# Сёстры Служительницы Святой Маргариты Марии и Бедных
Сёстры Служительницы Святой Маргариты Марии и Бедных (исп. Siervas de Santa Margarita María y de los Pobres, SSMMP) — женская монашеская конгрегация епархиального права, которую основала святая Мария Гваделупе Гарсия Савала.

## История
Монашеская конгрегация «Сёстры Служительницы Святой Маргариты Марии и Бедных» была основана в Гвадалахаре 13 октября 1901 года Анастасией Гарсией Савалой и её духовным наставником Киприаном Иньгесом для благотворительной деятельности среди бедных. Конгрегация была названа в честь святой Маргариты Марии Алакок. 24 мая 1935 года епископ Гвадалахары Франсиско Ороско-и-Хименес утвердил устав конгрегации на епархиальном уровне.
12 мая 2013 года Римский папа Франциск канонизировал основательницу конгрегации Марию Гваделупе Гарсию Савалу.

## В настоящее время
В настоящее время Сёстры Служительницы Святой Маргариты Марии и Бедных занимаются благотворительной деятельности среди бедных и нуждающихся.
Генеральный монашеский дом конгрегации находится в Гвадалахаре. Монашеские общины конгрегации действуют в Мексике, Греции, Исландии, Италии и Перу.
На 31 декабря 2005 года в конгрегации было 147 сестёр в 24 монашеских общинах.

## Источник
- Annuario Pontificio per l’anno 2007, Libreria Editrice Vaticana, Città del Vaticano, 2007, стр. 1711, . ISBN 978-88-209-7908-9.
- Guerrino Pelliccia e Giancarlo Rocca (curr.), Dizionario degli Istituti di Perfezione (10 voll.), Edizioni paoline, Milano 1974—2003.